# Von morgens bis mitternachts
Von morgens bis mitternachts è un film tedesco del 1920, diretto da Karlheinz Martin, con Ernst Deutsch, tratto dall’opera teatrale omonima di Georg Kaiser. È considerato uno dei capolavori del cinema espressionista tedesco.

## Trama
Una mattina una signora straniera si reca in una banca all’orario di apertura per prelevare del denaro. Il cassiere ne rimane affascinato, e, paragonando la vita avventurosa che potrebbe condurre insieme alla straniera con il proprio monotono ménage familiare, decide di sottrarre alla banca un’ingente somma di denaro, e fugge.
Dapprima si reca all’hotel dove sa che la signora straniera ha preso alloggio, e le offre tutti i soldi prospettandole una vita insieme, salvo poi accorgersi che la signora ha un accompagnatore (che è suo figlio). Riprende i soldi e si reca, nell’incombente tempesta di neve, a casa, dove la figlia, la moglie e la madre lo aspettano, come di consueto, per il pranzo di mezzogiorno. Ma qui, con una inaspettata scenata, esce di casa ed abbandona la famiglia sgomenta. Quando sopraggiunge il direttore della banca, che informa le tre donne del furto compiuto dal cassiere, la moglie e la madre hanno un malore.
Prosegue la fuga del cassiere, ormai ricercato, sotto la neve: egli inizia coll’acquistare nuovi vestiti eleganti e col rifarsi il look presso un barbiere, poi entra in un velodromo, davanti al quale è stazionata una prostituta, e offre anonimamente grandi somme di denaro come premio per i vincitori delle varie gare ciclistiche, nel tentativo di convertire il danaro in passione (in questo caso sportiva). Poi, in un locale notturno, invita nel proprio separé a bere champagne diverse donne, ad una delle quali chiede di danzare: quando si accorge che la donna ha una gamba di legno vede il suo volto trasformarsi in un teschio, come gli era già capitato con la figlia al momento dell’abbandono della famiglia, con la prostituta, e con una mendicante che aveva incontrato più volte in precedenza.
Viene allora attratto in una bisca, nella quale, nonostante sia gestita da bari, non fa che vincere. Egli viene recuperato dalla bisca da una giovane attivista dell’Esercito della Salvezza, che lo conduce, sempre sotto la neve, ad una riunione durante la quale alcune persone confessano i propri misfatti all’assemblea e si dichiarano pentiti. Il cassiere, ascoltando quelle confessioni rivive le proprie malefatte, e decide a sua volta di fare pubblico atto di pentimento.
Dopo aver esordito dicendo che “tutto il denaro del mondo non potrà mai procurare qualcosa di valore”, comincia a distribuire agli astanti il denaro in suo possesso. In breve tempo la sala delle riunioni si svuota: solo la giovane attivista rimane con lui, commosso per questa dimostrazione di amore. Quando le confessa che sulla sua cattura c’è una notevole taglia, la ragazza corre a denunciare il cassiere. Prima che la polizia possa catturarlo, egli si toglie la vita sparandosi. Il suo corpo si adagia su una croce sghemba, sulla quale appare la scritta “Ecce homo”.